# NGC 7496B
NGC 7496B је спирална галаксија у сазвежђу Ждрал која се налази на NGC листи објеката дубоког неба.
Деклинација објекта је - 43° 46' 39" а ректасцензија 23h 12m 21,0s. Привидна величина (магнитуда) објекта NGC 7496 износи 15,2 а фотографска магнитуда 16,0. NGC 7496B је још познат и под ознакама ESO 291-7, AM 2309-440.